# Niharra
Niharra település Spanyolországban, Ávila tartományban. Niharra Padiernos, Sotalbo, Salobral és Mironcillo községekkel határos. Lakosainak száma 183 fő (2024).

## Népesség
A település népessége az utóbbi években az alábbiak szerint változott:
| Lakosok száma | 192  | 183  | 178  | 170  | 161  | 154  | 178  | 180  | 188  | 183  |
|               | 2001 | 2004 | 2006 | 2009 | 2011 | 2014 | 2016 | 2019 | 2021 | 2024 |